# سینمای آسیای جنوبی

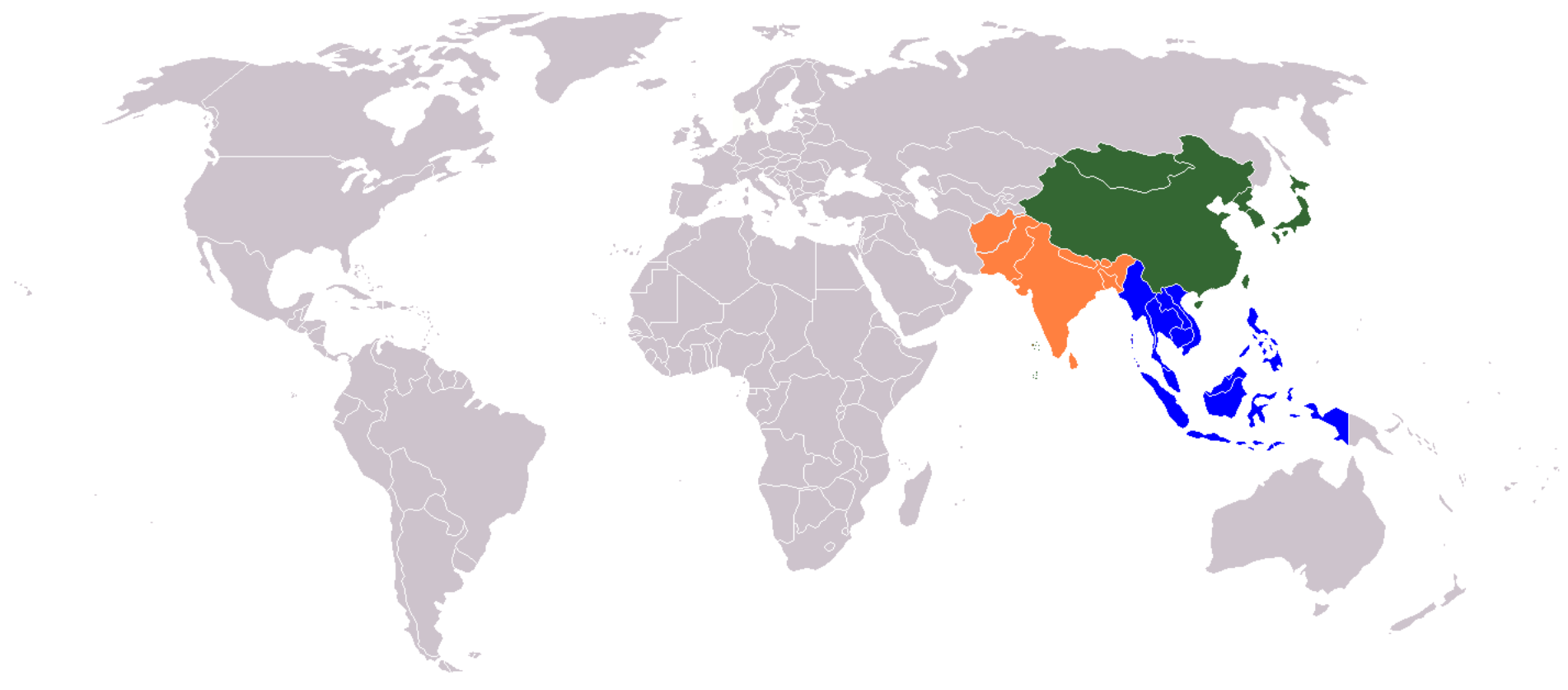
جنوب آسیا روی این نقشه با رنگ نارنجی نمایش داده شده است.

سینمای آسیای جنوبی (انگلیسی: South Asian cinema) مربوط به صنایع فیلم‌سازی کشورهای هند، پاکستان، بنگلادش، افغانستان، سری‌لانکا، نپال، بوتان می‌شود. اما اصطلاحات «سینمای آسیا»، «سینمای شرقی» و «سینمای مشرق‌زمین»
در استفاده‌ای مشترک به مجموع سینمای شرق آسیا، جنوب آسیا و جنوب شرق آسیا گفته می‌شود.